# جيمس بارك
جيمس بارك (بالإنجليزية: James Park)‏ هو جيولوجي نيوزيلندي، ولد في 1857، وتوفي في 1946.